# Золушка (система электронного документооборота)
«Золушка» — электронная канцелярия, российская система электронного документооборота (СЭД). Получила распространение в 90-х годах, прежде всего в государственных структурах Москвы. По данным DSS Consulting, 7 % органов власти в России и 30 % служб «одного окна» Москвы в разные годы являлись пользователями системы. Разработчик — компания «НТЦ ИРМ» (входит в группу «Системы и Проекты»).

## Назначение
Предназначена для автоматизации работы канцелярии в государственных и коммерческих структурах. Внедряется на базе СУБД PostgreSQL либо MS SQL Server, для обеспечения работы в web-среде используется сервер приложений Apache Tomcat. Система охватывает полный жизненный цикл документов в организации, при этом учитывается российская специфика работы с документами.

## История
Первая версия «Золушки» создана под операционную систему DOS в 1990 году. Опытный образец был внедрен в столичном управлении ЖКХ (сейчас — Департамент ЖКХ и благоустройства г. Москвы). Затем электронная канцелярия внедрялась в Центральном банке РФ: в административном и юридическом департаментах, а также главном управлении валютного регулирования и контроля. В 1994 году появилась версия 2.0, которая была значительно доработана в сравнении с пилотной. Начиная со следующей третьей версии «Золушка» выпускалась уже для OC Windows и в качестве альтернативы — для Lotus Notes.